# Liza van der Most
Liza van der Most, född 8 oktober 1993 i Bogotá, är en nederländsk fotbollsspelare (försvarsspelare) som spelar för Ajax. van der Most ingick i den nederländska landslagstruppen i såväl europamästerskapet på hemmaplan år 2017 och världsmästerskapet i Frankrike år 2019. Hon har blivit nederländsk ligamästare två gånger, säsongerna 2016/2017 och 2017/2018